# Lauràcies
Les lauràcies (Lauraceae) són una família de plantes angiospermes de l'ordre de les laurals (Laurales), dins del clade de les magnòlides.

## Característiques
La família conté uns 55 gèneres i de 2.000 a 4.000 espècies de distribució mundial, la majoria en climes tropicals especialment del sud-est d'Àsia i el Brasil. En general tenen fulles perennes, excepte dos gèneres un dels quals és el de les Sassafras. Constitueixen les espècies predominants a la vegetació de la laurisilva de la Macaronèsia (Canàries, Madeira i Açores) i altres llocs de clima subtropical humit.
Molts membres d'aquesta família són aprofitats per l'oli essencial (llorer), el fruit (alvocat) o la fusta (diverses espècies de fusta dura)

## Taxonomia

### Gèneres
Dins d'aquesta família es reconeixen els 58 gèneres següents:
- Actinodaphne Nees
- Aiouea Aubl.
- Alseodaphne Nees
- Alseodaphnopsis H.W.Li & J.Li
- Andea van der Werff
- Aniba Aubl.
- Aspidostemon Rohwer & H.G.Richt.
- Beilschmiedia Nees
- Camphora Fabr.
- Caryodaphnopsis Airy Shaw
- Cassytha L.
- Chlorocardium Rohwer, H.G.Richt. & van der Werff
- Cinnadenia Kosterm.
- Cinnamomum Schaeff.
- Clinostemon Kuhlm. & Samp.
- Cryptocarya R.Br.
- Damburneya Raf.
- Dehaasia Blume
- Dicypellium Nees & Mart.
- Dodecadenia Nees
- Endiandra R.Br.
- Endlicheria Nees
- Eusideroxylon Teijsm. & Binn.
- Hexapora Hook.f.
- Hypodaphnis Stapf
- Kubitzkia van der Werff
- Kuloa Trofimov & Rohwer
- Laurus L.
- Licaria Aubl.
- Lindera Thunb.
- Litsea Lam.
- Machilus Rumph. ex Nees
- Mespilodaphne Nees
- Mezilaurus Kuntze ex Taub.
- Nectandra Rol. ex Rottb.
- Neocinnamomum H.Liu
- Neolitsea Merr.
- Nothaphoebe Blume
- Ocotea Aubl.
- Paraia Rohwer, H.G.Richt. & van der Werff
- Parasassafras D.G.Long
- Persea Mill.
- Phoebe Nees
- Phyllostemonodaphne Kosterm.
- Pleurothyrium Nees
- Potameia Thouars
- Potoxylon Kosterm.
- Rhodostemonodaphne Rohwer & Kubitzki
- Sassafras J.Presl
- Sextonia van der Werff
- Sinopora J.Li, N.H.Xia & H.W.Li
- Syndiclis Hook.f.
- Tamala Raf.
- Triadodaphne Kosterm.
- Umbellularia Nutt.
- Urbanodendron Mez
- Williamodendron Kubitzki & H.G.Richt.
- Yasunia van der Werff